# 玉梓真紀
玉梓 真紀（たまずさ まき）とは元宝塚歌劇団娘役の人物である。東京都杉並区出身。白百合学園出身。芸名の由来は姉の芸名より（姉は玉梓瑠美）。宝塚歌劇団時代の愛称はユミちゃん、ミンミ。

## 来歴・人物
1966年、宝塚音楽学校に入学し、1968年に卒業。
1968年、54期生として、宝塚歌劇団に入団し、花組公演『マイ・アイドル』で初舞台を踏む。入団時の成績は59人中9位。
1969年7月7日、雪組配属。のちに星組異動。
1979年3月31日付で、宝塚歌劇団を退団。

## 宝塚歌劇団時代の主な舞台

### 組配属前
- 『マイ・アイドル』（1968年3月 - 4月：宝塚大劇場）
- 『回転木馬』（1969年5月 - 7月：宝塚大劇場）

### 雪組時代
- 『ラブ・パレード』新人公演：ヘレナ（本役：大原ますみ・摩耶明美）（1969年10月：宝塚大劇場）
- 『ペーター一世の青春』新人公演：マリー（本役：摩耶明美）/『ジョイ!』歌う淑女（1971年4月 - 5月：宝塚大劇場）
- 『江戸ッ子三銃士』新人公演：麗々（本役：摩耶明美）/『サンライズ・アゲイン』恋人（1971年9月 - 10月：宝塚大劇場）
- 『かぐら』歌手（1972年3月 - 4月：宝塚大劇場）
- 『星のふる街』新人公演：北原怜子（本役：郷ちぐさ）/『ジューン・ブライド』歌う娘 役（1972年6月：宝塚大劇場）
- 『カンテ・グランデ』ローラ、新人公演：ファニータ（本役：高宮沙千）（1973年6月 - 7月：宝塚大劇場）
- 『たけくらべ』/『ラブ・ラバー』ユミーコ（1973年11月：宝塚大劇場）
- 『ロマン・ロマンチック』- 歌う女 役（1974年2月 - 3月：宝塚大劇場）
- 『紅椿 雪に咲く』許嫁（1974年11月 - 12月：宝塚大劇場）

### 星組時代
- 『ブリガドーン』ジェーン（1975年3月：東京宝塚劇場）
- 『屋根裏の妖精たち』グラディ（1975年5月 - 7月：宝塚大劇場、8月：東京宝塚劇場）
- 『美しき青きドナウ』テレサ（1975年11月 - 12月：宝塚大劇場）
- 『風と共に去りぬ』スカーレットII（1977年5月 - 6月：宝塚大劇場、8月：東京宝塚劇場）
- 『テームズの霧に別れを』キャサリン/『セ・マニフィーク』（1977年11月 - 12月：宝塚大劇場、1978年3月：東京宝塚劇場）
- 『風と共に去りぬ』スカーレットII（1978年1月 - 2月：全国ツアー）
- 『誰がために鐘は鳴る』ルチア（1978年5 - 6月：宝塚大劇場、8月：東京宝塚劇場）
- 『宝花集』/『セ・シャルマン!』（1978年11月 - 12月：宝塚大劇場、1979年3月：東京宝塚劇場）